# برج الضو (آيت إسحاق)
برج الضو هو دُوَّار يقع بجماعة تامري، عمالة أكادير إدا وتنان، جهة سوس ماسة في المملكة المغربية. ينتمي الدوّار لمشيخة آيت إسحاق التي تضم 15 دوار. يقدر عدد سكانه بـ 150 نسمة حسب الإحصاء الرسمي للسكان والسكنى لسنة 2004.

## روابط خارجية
- البوابة الوطنية للجماعات الترابية نسخة محفوظة 12 مارس 2018 على موقع واي باك مشين.
- المندوبية السامية للتخطيط